# Abderrahmane Bouguermouh
Abderrahmane Bouguermouh (en berber :Ɛebderreḥman Bugarmuḥ), nascut el 25 de febrer de 1936 a Ouzellaguen, Algèria i mort el 3 de febrer de 2013 a Alger, és un director de cinema algerià.

## Biografia
Nascut de pare mestre i mare mestressa de casa, va completar els seus estudis secundaris als 9 anys a Sétif on va assistir a les matances del 8 de maig de 1945.
El 1957, va conèixer al que es convertiria en un dels seus amics íntims, Moouloud Mammeri. El 1960 va ingressar a l'Institut des hautes études cinématographiques on va aprendre la professió de director. En el procés, va produir, al Cognacq Jay, programes per a la RTF.
El 1963, va tornar a Algèria per cofundar el Centre Nacional del Cinema algerià. El 1964 va ser expulsat per les seves opinions polítiques. El 1965, va adaptar un text de Malek Haddad a una pel·lícula de llarga durada en berber anomenada "Comme une âme". Aquest treball va ser rebutjat per la comissió de censura, que aleshores depenia del Ministeri de Cultura, perquè la pel·lícula no es va rodar en àrab. Després d'aquesta decepció, va tornar a París per readaptar la pel·lícula en francès, però allà tampoc no va tenir èxit, ja que les tires de pel·lícula van ser confiscades i després destruïdes.
Entre 1965 i 1968, va produir uns quants documentals i es va apropar als berberistes com Mohand Said Hanouz, Taos Amrouche, Moouloud Mammeri, Moouloud Batouche i Mohand Arav Bessaoud.
El 1973, va ser el subdirector de Mohamed Lakhdar-Hamina a Chronique des années de braise

## Filmografia
- 1965 : Comme une âme (mitmetratge)
- 1967 : La Grive
- 1967 : Le souf (documental)
- 1967 : Ghardaïa (documental)
- 1968 : Jeux universitaires maghrébins (documental)
- 1968 : Le 8 mai 1945 (documental)
- 1968 : L'enfer à 10 ans
- 1978 : Les oiseaux de l'Eté (telefilm)
- 1980 : Noir et blanc (telefilm)
- 1980 : Regard de la main (documental)
- 1987 : Cri de pierre
- 1996 : La Colline oubliée